# Eupithecia iberica
Eupithecia iberica är en fjärilsart som beskrevs av Karl Dietze 1913. Eupithecia iberica ingår i släktet Eupithecia och familjen mätare. Inga underarter finns listade i Catalogue of Life.